# Bcrypt
bcrypt — адаптивна криптографічна функція формування ключа, що використовується для безпечного зберігання паролів. Розробники: Нільс Провос і David Mazières. Функція заснована на шифрі Blowfish, вперше представлена на USENIX у 1999 році. Для захисту від атак за допомогою райдужних таблиць bcrypt використовує сіль (salt); крім того, функція є адаптивною, час її роботи легко налаштовується і її можна сповільнити, щоб ускладнити атаки перебором.
Шифр Blowfish відрізняється від багатьох алгоритмів обчислювально складною фазою підготовки ключів шифрування.
Провос і Mazières скористалися цією особливістю, але змінили алгоритм підготовки ключів, отримавши шифр «Eksblowfish» (expensive key schedule Blowfish). Кількість раундів у підготовці ключів має бути ступенем двійки; конкретна ступінь може задаватися при використанні bcrypt.
Спочатку реалізовано функції crypt в OpenBSD. Існують реалізації для Java, Python, Nim, C#, Ruby, Perl, PHP 5.3, Node.js та деяких інших.

## Алгоритм
Алгоритм bcrypt використовує алгоритм налаштування ключів з «Eksblowfish»:
```
EksBlowfishSetup(
cost
, 
salt
, 
key
)
 
state
 

  

    

      

        
←

      

    

    
{\displaystyle \gets }

  

 InitState()
 
state
 

  

    

      

        
←

      

    

    
{\displaystyle \gets }

  

 ExpandKey(
state
, 
salt
, 
key
)
 
repeat
 (2
cost
)
 
state
 

  

    

      

        
←

      

    

    
{\displaystyle \gets }

  

 ExpandKey(state, 0, key)
 
state
 

  

    

      

        
←

      

    

    
{\displaystyle \gets }

  

 ExpandKey(state, 0, salt)
 
return
 
state
```

Функція InitState відповідає оригінальній функції з шифру Blowfish; для заповнення масиву P і S-box використовується дробова частина числа {\displaystyle \pi }.
Функція ExpandKey:
```
ExpandKey(
state
, 
salt
, 
key
)
    for(
n
 = 1..18)
        P
n
 

  

    

      

        
←

      

    

    
{\displaystyle \gets }

  

 
key
[32(n-1)..32n-1] 

  

    

      

        
⊕

      

    

    
{\displaystyle \oplus }

  

 P
n
 //treat the key as cyclic
    
ctext
 

  

    

      

        
←

      

    

    
{\displaystyle \gets }

  

 Encrypt(
salt
[0..63])
    P
1
 

  

    

      

        
←

      

    

    
{\displaystyle \gets }

  

 
ctext
[0..31]
    P
2
 

  

    

      

        
←

      

    

    
{\displaystyle \gets }

  

 
ctext
[32..63]
    for(
n
 = 2..9)
        
ctext
 

  

    

      

        
←

      

    

    
{\displaystyle \gets }

  

 Encrypt(
ctext
 

  

    

      

        
⊕

      

    

    
{\displaystyle \oplus }

  

 
salt
[64(n-1)..64n-1]) //encrypt using the current key schedule and treat the salt as cyclic
        P
2n-1)
 

  

    

      

        
←

      

    

    
{\displaystyle \gets }

  

 
ctext
[0..31]
        P
2n
 

  

    

      

        
←

      

    

    
{\displaystyle \gets }

  

 
ctext
[32..63]
    for(
i
 = 1..4)
        for(
n
 = 0..127)
            
ctext
 

  

    

      

        
←

      

    

    
{\displaystyle \gets }

  

 Encrypt(
ctext
 

  

    

      

        
⊕

      

    

    
{\displaystyle \oplus }

  

 
salt
[64(n-1)..64n-1]) //as above
            S
i
[2n] 

  

    

      

        
←

      

    

    
{\displaystyle \gets }

  

 
ctext
[0..31]
            S
i
[2n+1] 

  

    

      

        
←

      

    

    
{\displaystyle \gets }

  

 
ctext
[32..63]
    
return
 
state
```

Для обчислення хешу bcrypt обробляє вхідні дані еквівалентно шифруванню 'eksblowfish(посилений_ключ, input)':
```
bcrypt(
cost
, 
salt
, 
key
, 
input
)
 
state
 

  

    

      

        
←

      

    

    
{\displaystyle \gets }

  

 EksBlowfishSetup(
cost
, 
salt
, 
key
)
 
ctext
 

  

    

      

        
←

      

    

    
{\displaystyle \gets }

  

 
input

 
repeat
(64)
 
ctext
 

  

    

      

        
←

      

    

    
{\displaystyle \gets }

  

 EncryptECB(
state
, 
ctext
) // шифрування стандартним Blowfish в режимі ECB
 
return
 Concatenate(
cost
, 
salt
, 
ctext
)
```

В різних ОС (linux, OpenBSD), використовують алгоритм bcrypt в стандартній функції crypt (3), в якості input подається константа «OrpheanBeholderScryDoubt».

## Недоліки
bcrypt був розроблений в 1999 році і був захищений від ефективного перебору на апаратних засобах того часу. В даний час одержали широке поширення ПЛІС, в яких bcrypt реалізується ефективніше. У 2009 був створений алгоритм scrypt, що вимагає для своєї роботи значний обсяг пам'яті (з випадковим доступом), об'єм пам'яті налаштовується.
У порівнянні з PBKDF2, алгоритм розширення ключа в bcrypt практично не досліджувався криптографами.

## Дивисьтакож
- Crypt (Unix)
- Crypt (C)
- PBKDF2
- scrypt